# Váczy Leona
Váczy Leona (született Zachariás Lenke; Debrecen, 1913. szeptember 5. – Kolozsvár, 1995. július 20.) magyar bibliográfus, könyvtártudományi szakíró, Váczy Kálmán (1913) felesége, Bartókné Váczy Katalin anyja.

## Életútja, munkássága
Jogi tanulmányait 1940-ben fejezte be, 1970-ben történt nyugdíjazásáig a kolozsvári Egyetemi Könyvtárban dolgozott mint bibliográfus.
Első könyvtári tájékoztató cikkeit az Előre közölte 1954-ben, további cikkeit és könyvtári gyűjteményekkel, a könyvtártudomány nagy személyiségeivel foglalkozó tanulmányait az Igazság, A Hét, a Korunk, a Könyvtári Szemle, a Művelődés, a Călăuza Bibliotecarului, a Probleme de Bibliologie, a România literară, az Anuarul Institutului Istoric şi de Arheologie közölte. A Biblioteca şi învăţămîntul II. kötetében (1974) az ókori könyvtárakról, a Târgovişte, cetate a culturii româneşti c. konferenciakötetben (Bukarest, 1974) a Régi Magyar Könyvtár kiváló bibliográfus-kutatójáról, Szabó Károlyról, a bukaresti Egyetemi Könyvtár 75. évfordulójára kiadott kötetben (Biblioteca Universităţii din Bucureşti. 75 ani de activitate. Bukarest, 1975) Caius Plinius Secundus könyvtártudományi munkásságáról közölt tanulmányt.
Több cikkben ismertette meg a könyvtáros szakmában dolgozókat a könyvtáros munka nélkülözhetetlen eszközeivel: a könyvtári folyóirat- és könyvkatalógusokkal (Călăuza Bibliotecarului 1965/10, Könyvtári Szemle 1966/2), az egyetemes tizedes osztályozással (Könyvtári Szemle 1967/2), a bibliográfiák bibliográfiájával (Könyvtári Szemle 1971/2).
Folyóiratokban, kiadványokban megjelent bibliográfiái: 
- Az Erdélyi Helikon költészeti anyagának bibliográfiája (in: Az Erdélyi Helikon költői. Bukarest, 1973);
- Kalotaszeg helyismereti könyvészete (Korunk, 1973/3);
- Réthy Andor (1904–1972) könyvészeti munkáinak jegyzéke (Könyvtári Szemle 1973/3);
- A Korunk Évkönyv tanulmányaiban szereplő fontosabb sajtótermékek bibliográfiája (in: Korunk Évkönyv 1974).

Köllő Károllyal együtt sajtó alá rendezte és kiadta Réthy Andor több évtizedes bibliográfiai gyűjtésének eredményét: a magyar irodalom román bibliográfiáját (Magyar irodalom románul – Literatura maghiară în limba română. 1830–1970. Bukarest, 1983).
Egyéb, önálló kiadásban megjelent munkái: 
- Contribuţii la bibliografia bibliografiilor personale aflate la Biblioteca Centrală Universitară din Cluj (Kolozsvár, 1969);
- Contribuţii la bibliografia bibliografiilor istorice aflate la BCU Cluj (társszerző Marcel Stirban, Kolozsvár, 1978).

Mint a Romániai magyar irodalmi lexikon bibliográfus-munkatársa, több, érdeklődési körébe tartozó szócikk mellett, a II. kötettől vett részt a szócikkek bibliográfiai előkészítésében; ő végezte a romániai magyar könyvkiadás 1944–89-es időszakot felölelő éves bibliográfiáinak szakellenőrzését. Ez az éves bibliográfia az alapja a Romániai magyar bibliográfiák 1954–1959 c., Bárdi Melissa és Újvári Mária gondozta kötetnek (Kolozsvár, 2005).
Halála után került kiadásra a Romániai magyar néprajzi könyvészet. 1919–1944 (in: A Kriza János Néprajzi Társaság Értesítője, 1998/1–2). Kéziratban maradt: Az Erdélyi Múzeum tárgy- és névmutatója. 1938–1946.